# Avenida de la Florida
La avenida de la Florida es una vía urbana de la ciudad española de Vigo. Constituye una de las principales arterias del callejero olívico, y es una de las varias vías que parten de modo radial desde la Plaza América. Desemboca en una rotonda sobre el río Lagares, comunicando con las calles de Citroën y la carretera de Camposantos. Se trata de una de las principales vías de acceso por el sur de la ciudad.
Recibe el nombre de la parroquia homónima que recorre, San Antonio de la Florida, que a su vez proviene posiblemente de una familia de indianos rosarinos que se establecieron en la zona. Con la llegada del tranvía, una de las propias paradas pasó a denominarse también La Florida. Finalmente, con el desmantelamiento de estos, la avenida mantuvo ese mismo nombre.